# Nesogonia
Nesogonia is een geslacht van libellen (Odonata) uit de familie van de korenbouten (Libellulidae).

## Soorten
Nesogonia omvat 1 soort:
- Nesogonia blackburni (McLachlan, 1883)